# Katedra Świętych Piotra i Pawła w Ułan Bator
Katedra Świętych Piotra i Pawła w Ułan Bator (mon. Петр Паул Гэгээнтнүүдийн катедрал) – rzymskokatolicka katedra w Ułan Bator, stolicy Mongolii. Siedziba prefektury apostolskiej Ułan Bator.

## Historia
29 sierpnia 2003 roku kardynał Crescenzio Sepe wyświęcił na biskupa prefekta apostolskiego Ułan Bator - o. Wenceslao Padillę, a dzień później nastąpiła konsekracja katedry, której kard. Sepe przewodniczył i wygłosił homilię, którą podsumowywał historię Kościoła katolickiego w Mongolii i przyjazne stosunki Mongolii ze Stolicą Apostolską w czasach Czyngis-chana. Na konsekracji zebrało się ponad 500 osób, jednak budynek nie był ukończony, wg architekta był on gotowy w prawie 90 procentach.

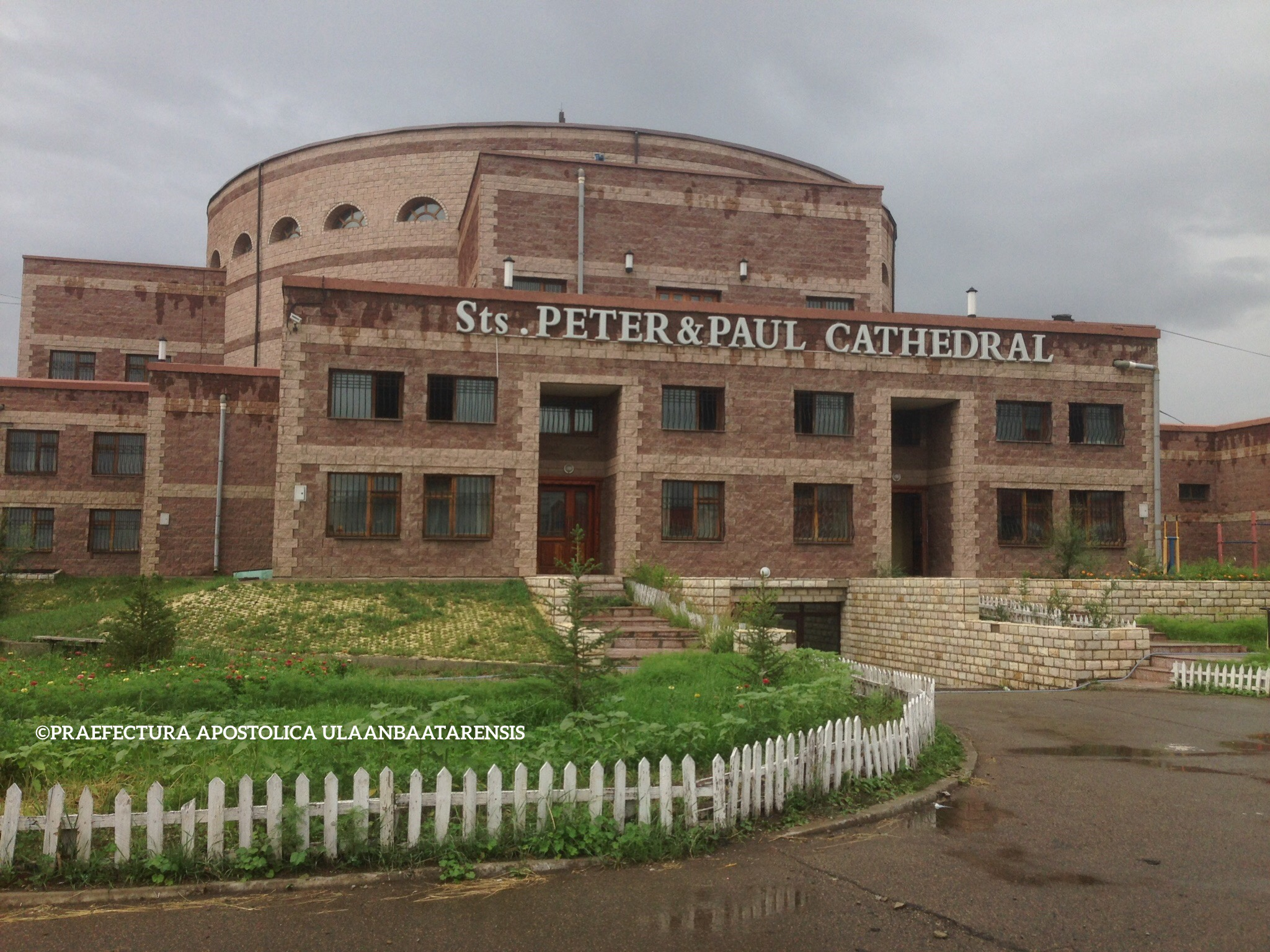
Wejście od strony południowej z widocznymi oknami w kształcie półkola oraz napisem w języku angielskim, oznaczającym "Katedra świętych Piotra i Pawła". Na ścianie wschodniej jest napis w języku mongolskim oznaczający "kościół katolicki".

## Architektura
Kościół został wykonany według projektu pochodzącego z Serbii architekta Predraga Stupara. Ma on przypominać wyglądem ger, czyli jurtę. Na sklepieniu katedry jest okno w dachu imitujące otwory występujące w jurtach.
W 2007 roku do katedry zostały wstawione witraże, których autorem jest Brat Mark, (właśc. Heinz-Peter Rudolf, 1931-19.01.2024), członek ekumenicznej organizacji Taizé. Przybył on na zaproszenie bp Wenceslao Padilli w 2005 roku. Witraże przedstawiają orła, anioła, jaka i panterę śnieżną, których sam autor nazywa "czterema strażnikami Ewangelii". Dwa ostatnie to lokalne reinterpretacje tradycyjnej ikonografii chrześcijańskiej, które zastępują tradycyjnego skrzydlatego byka i skrzydlatego lwa. Jak twierdzi, chce on "wnieść piękno Mongolii do katedry". Łącznie zostało wstawionych 37 witraży – 36 w kształcie półkola i 1 w świetliku.